# Sloveens voetbalelftal (mannen)
Het Sloveens voetbalelftal is een team van voetballers dat Slovenië vertegenwoordigt in internationale wedstrijden en competities, zoals het WK en het EK. Dit elftal heeft in haar korte bestaan tot nog toe tweemaal deelgenomen aan het WK voetbal (2002 en 2010) en eenmaal aan het EK voetbal (2000).

## Geschiedenis

### Officieus elftal
Voor de Sloveense onafhankelijkheid in 1991 bestond er ook al een regionaal Sloveens tams, dat echter niet erkend werd door de FIFA en had het dezelfde status als het Catalaans voetbalelftal. Er werden meestal wedstrijden gespeeld tegen andere teams uit Joegoslavië. Nog voor de Eerste Wereldoorlog werden de eerste voetbalclubs Ilirija en Slovan Ljubljana opgericht, destijds was het land nog een onderdeel van het Oostenrijks-Hongaarse keizerrijk. Na de oorlog sloot Slovenië zich samen met Kroatië aan bij het Koninkrijk Servië en vormde zo het Koninkrijk der Serven, Kroaten en Slovenen, vanaf 1929 Joegoslavië. Op 24 april 1920 werd in Ljubljana een voetbalbond opgericht die gold als Sloveense bond en onderdeel van de Joegoslavische bond. Er werd competitievoetbal gespeeld, nog voor dit op nationaal niveau gespeeld werd. Op 23 juni 1921 speelde het team een wedstrijd tegen Frankrijk die met 0-5 verloren werd. In Slovenië wordt deze wedstrijd als eerste interland gezien, echter wordt deze door de FIFA niet als dusdanig erkend.

### Eerste interland
Onder leiding van bondscoach Bojan Prašnikar speelde Slovenië op 19 juni 1991 de eerste interland uit de geschiedenis van de voormalige Joegoslavische republiek. Het betrof echter een officieus duel tegen Kroatië, zes dagen voordat Slovenië onafhankelijk werd van Joegoslavië. De wedstrijd werd gespeeld in Murska Sobota en met 1-0 gewonnen door de Kroaten dankzij een doelpunt van Fabijan Komljenović. Minder dan twaalf maanden later, op 3 juni 1992, volgde de eerste officiële interland. Tegenstander was Estland. Het oefenduel in het Kadrioru Staadion in Tallinn eindigde in een 1-1 gelijkspel. Igor Benedejčič maakte na rust de gelijkmaker voor de Slovenen, nadat aanvaller Aleksandr Puštov de thuisploeg in de eerste helft op voorsprong had gezet.

### Deelname aan internationale toernooien
Nadat het land het EK '96 en WK '98 miste slaagden ze er wel in zich te kwalificeren voor het EK 2000. Ze werden tweede in de groep na Noorwegen en hielden zo de Grieken van het EK. In de play-offs moesten ze nog voorbij Oekraïne. Sjevtsjenko bracht Oekraïne op voorsprong, maar dankzij goals van Zahovič en Ačimovič konden ze de wedstrijd thuis winnen. In Oekraïne werd het voor 45.000 toeschouwers 1-1 waardoor de Slovenen zich plaatsten voor het EK. Op het EK kwamen ze in de eerste wedstrijd maar liefst 0-3 voor tegen Joegoslavië, maar de Joegoslaven slaagden er nog in om langszij te komen. In de tweede wedstrijd tegen Spanje kwamen ze na een snelle goal van Raúl vlug op achterstand, maar in de 59ste minuut maakte Zahovič gelijk. De vreugde was echter van korte duur toen amper een minuut later Etxeberria het winnende doelpunt maakte. In de laatste groepswedstrijd bleef het 0-0 tegen Noorwegen waardoor ze uitgeschakeld waren.
Twee jaar later hielden ze Joegoslavië van het WK door tweede te eindigen in de groepsfase. Na de play-off tegen Roemenië plaatsten ze zich voor het WK in Japan en Zuid-Korea. Alle drie de wedstrijden werden verloren zodat ze roemloos het toernooi moesten verlaten in de eerste ronde. Twee jaar later misten ze het WK nadat ze in de play-offs verloren van buurland Kroatië. Hierna ging het even bergaf met slechte noteringen in de volgende twee kwalificatiecampagnes.
In 2010 werden ze echter opnieuw tweede in de kwalificatie voor het Wk in Zuid-Afrika en in de play-offs namen ze het op tegen Rusland. Nadat ze 2-0 achterkwamen maakte Nejc Pečnik nog de aansluitingstreffer, die goud waard bleek te zijn want in Slovenië wonnen ze met 1-0 en gingen door dankzij de uitdoelpuntregel. Het tweede optreden op het WK verliep al beter met een overwinning tegen Algerije. Tegen de Verenigde Staten kwamen ze 2-2 voor, maar lieten ze de Amerikanen nog langszij komen. De derde wedstrijd verloren ze tegen Engeland waardoor ze met vier punten derde werden en uitgeschakeld waren.

### Mislukte campagnes
Het EK werd opnieuw niet gehaald. Een thuisnederlaag tegen Estland zou duur betaald worden want de Esten gingen met de tweede plaats lopen. Slovenië zorgde er wel eigenhandig voor dat Servië niet met die plaats ging lopen.
Het WK 2014 leek erg ver weg nadat de Slovenen begonnen met vier nederlagen op vijf wedstrijden. Erna kwam er een remonte en op de laatste speeldag konden ze zich nog voor de play-offs plaatsen, mits een overwinning op het reeds geplaatste Zwitserland, maar na een 1-0 nederlaag was uitschakeling een feit.
Hoewel het aantal landen voor het EK 2016 werd uitgebreid van 16 naar 24 landen slaagde Slovenië er niet in zich rechtstreeks te plaatsen. Met een derde plaats moest de ploeg play-offs spelen tegen Oekraïne, dat vervolgens te sterk bleek over twee wedstrijden. Ook voor het WK in Rusland wisten de Slovenen zich niet te plaatsen. Dat was voor bondscoach Srečko Katanec reden zijn ontslag in te dienen.

## Deelnames aan internationale toernooien

### Wereldkampioenschap
| Wereldkampioenschap voetbal | Wereldkampioenschap voetbal | Wereldkampioenschap voetbal | Wereldkampioenschap voetbal | Wereldkampioenschap voetbal | Wereldkampioenschap voetbal | Wereldkampioenschap voetbal | Wereldkampioenschap voetbal | Wereldkampioenschap voetbal |
| Jaar                        | Ronde                       | Wed.                        | W                           | G                           | V                           | DV                          | DT                          | Kwal                        |
| --------------------------- | --------------------------- | --------------------------- | --------------------------- | --------------------------- | --------------------------- | --------------------------- | --------------------------- | --------------------------- |
| 1930–1990                   | Bij Joegoslavië             | Bij Joegoslavië             | Bij Joegoslavië             | Bij Joegoslavië             | Bij Joegoslavië             | Bij Joegoslavië             | Bij Joegoslavië             | Bij Joegoslavië             |
| 1994                        | Geen deelname               | Geen deelname               | Geen deelname               | Geen deelname               | Geen deelname               | Geen deelname               | Geen deelname               | Geen deelname               |
| 1998                        | Niet gekwalificeerd         | Niet gekwalificeerd         | Niet gekwalificeerd         | Niet gekwalificeerd         | Niet gekwalificeerd         | Niet gekwalificeerd         | Niet gekwalificeerd         | Niet gekwalificeerd         |
| 2002                        | Groepsfase                  | 3                           | 0                           | 0                           | 3                           | 1                           | 6                           | (Kwal.)                     |
| 2006                        | Niet gekwalificeerd         | Niet gekwalificeerd         | Niet gekwalificeerd         | Niet gekwalificeerd         | Niet gekwalificeerd         | Niet gekwalificeerd         | Niet gekwalificeerd         | Niet gekwalificeerd         |
| 2010                        | Groepsfase                  | 3                           | 1                           | 1                           | 1                           | 3                           | 3                           | (Kwal.)                     |
| 2014                        | Niet gekwalificeerd         | Niet gekwalificeerd         | Niet gekwalificeerd         | Niet gekwalificeerd         | Niet gekwalificeerd         | Niet gekwalificeerd         | Niet gekwalificeerd         | Niet gekwalificeerd         |
| 2018                        | Niet gekwalificeerd         | Niet gekwalificeerd         | Niet gekwalificeerd         | Niet gekwalificeerd         | Niet gekwalificeerd         | Niet gekwalificeerd         | Niet gekwalificeerd         | Niet gekwalificeerd         |
| 2022                        | Niet gekwalificeerd         | Niet gekwalificeerd         | Niet gekwalificeerd         | Niet gekwalificeerd         | Niet gekwalificeerd         | Niet gekwalificeerd         | Niet gekwalificeerd         | Niet gekwalificeerd         |
| Totaal                      | 2/5                         | 6                           | 1                           | 1                           | 4                           | 4                           | 9                           |                             |

### Europees kampioenschap
| Europees kampioenschap voetbal | Europees kampioenschap voetbal | Europees kampioenschap voetbal | Europees kampioenschap voetbal | Europees kampioenschap voetbal | Europees kampioenschap voetbal | Europees kampioenschap voetbal | Europees kampioenschap voetbal | Europees kampioenschap voetbal |
| Jaar                           | Ronde                          | Wed.                           | W                              | G                              | V                              | DV                             | DT                             | Kwal                           |
| ------------------------------ | ------------------------------ | ------------------------------ | ------------------------------ | ------------------------------ | ------------------------------ | ------------------------------ | ------------------------------ | ------------------------------ |
| 1960–1988                      | Bij Joegoslavië                | Bij Joegoslavië                | Bij Joegoslavië                | Bij Joegoslavië                | Bij Joegoslavië                | Bij Joegoslavië                | Bij Joegoslavië                | Bij Joegoslavië                |
| 1992                           | Geen deelname                  | Geen deelname                  | Geen deelname                  | Geen deelname                  | Geen deelname                  | Geen deelname                  | Geen deelname                  | Geen deelname                  |
| 1996                           | Niet gekwalificeerd            | Niet gekwalificeerd            | Niet gekwalificeerd            | Niet gekwalificeerd            | Niet gekwalificeerd            | Niet gekwalificeerd            | Niet gekwalificeerd            | Niet gekwalificeerd            |
| 2000                           | Groepsfase                     | 3                              | 0                              | 2                              | 1                              | 4                              | 5                              | (Kwal.)                        |
| 2004                           | Niet gekwalificeerd            | Niet gekwalificeerd            | Niet gekwalificeerd            | Niet gekwalificeerd            | Niet gekwalificeerd            | Niet gekwalificeerd            | Niet gekwalificeerd            | Niet gekwalificeerd            |
| 2008                           | Niet gekwalificeerd            | Niet gekwalificeerd            | Niet gekwalificeerd            | Niet gekwalificeerd            | Niet gekwalificeerd            | Niet gekwalificeerd            | Niet gekwalificeerd            | Niet gekwalificeerd            |
| 2012                           | Niet gekwalificeerd            | Niet gekwalificeerd            | Niet gekwalificeerd            | Niet gekwalificeerd            | Niet gekwalificeerd            | Niet gekwalificeerd            | Niet gekwalificeerd            | Niet gekwalificeerd            |
| 2016                           | Niet gekwalificeerd            | Niet gekwalificeerd            | Niet gekwalificeerd            | Niet gekwalificeerd            | Niet gekwalificeerd            | Niet gekwalificeerd            | Niet gekwalificeerd            | Niet gekwalificeerd            |
| 2020                           | Niet gekwalificeerd            | Niet gekwalificeerd            | Niet gekwalificeerd            | Niet gekwalificeerd            | Niet gekwalificeerd            | Niet gekwalificeerd            | Niet gekwalificeerd            | Niet gekwalificeerd            |
| 2024                           | Achtste finale                 | 4                              | 0                              | 4                              | 0                              | 2                              | 2                              | (Kwal.)                        |
| Totaal                         | 2 keer                         | 7                              | 0                              | 6                              | 1                              | 6                              | 7                              |                                |

### UEFA Nations League
| 2018–19 | C | 38e | 6 | 0 | 3 | 3 | 5 | 8  | Stabiel  |
| 2020–21 | C | 33e | 6 | 4 | 2 | 0 | 8 | 1  | Gestegen |
| 2022–23 | B | 25e | 6 | 1 | 3 | 2 | 6 | 10 | Stabiel  |

## Bondscoaches
- Bijgewerkt tot en met de EK-kwalificatiewedstrijd tegen  Kazachstan (2-1) op 20 november 2023.

| Naam               | Van              | Tot              | Duels | W  | G  | V  |
| ------------------ | ---------------- | ---------------- | ----- | -- | -- | -- |
| Bojan Prašnikar    | 3 juni 1992      | 13 oktober 1993  | 4     | 1  | 2  | 1  |
| Zdenko Verdenik    | 8 februari 1994  | 11 oktober 1997  | 32    | 10 | 8  | 14 |
| Bojan Prašnikar    | 5 februari 1998  | 22 april 1998    | 5     | 1  | 1  | 3  |
| Srečko Katanec     | 19 augustus 1998 | 12 juni 2002     | 47    | 18 | 16 | 13 |
| Bojan Prašnikar    | 21 augustus 2002 | 28 april 2004    | 16    | 6  | 3  | 7  |
| Branko Oblak       | 18 augustus 2004 | 11 oktober 2006  | 23    | 6  | 7  | 10 |
| Matjaž Kek         | 7 februari 2007  | 11 oktober 2011  | 49    | 20 | 9  | 20 |
| Slaviša Stojanovič | 15 november 2011 | 14 november 2012 | 9     | 2  | 2  | 5  |
| Srečko Katanec     | 2 januari 2013   | 8 oktober 2017   | 42    | 16 | 7  | 19 |
| Tomaž Kavčič       | 23 maart 2018    | 17 oktober 2018  | 7     | 1  | 1  | 5  |
| Matjaž Kek         | 27 november 2018 | heden            | 50    | 24 | 14 | 12 |

## FIFA-wereldranglijst[1]
| 1993 | 1994 | 1995 | 1996 | 1997 | 1998 | 1999 | 2000 | 2001 | 2002 | 2003 | 2004 | 2005 | 2006 | 2007 | 2008 | 2009 | 2010 | 2011 | 2012 | 2013 | 2014 | 2015 | 2016 | 2017 | 2018 | 2019 | 2020 | 2021 | 2022 | 2023 | 2024 |
| ---- | ---- | ---- | ---- | ---- | ---- | ---- | ---- | ---- | ---- | ---- | ---- | ---- | ---- | ---- | ---- | ---- | ---- | ---- | ---- | ---- | ---- | ---- | ---- | ---- | ---- | ---- | ---- | ---- | ---- | ---- | ---- |
| 134  | 81   | 71   | 77   | 95   | 88   | 40   | 35   | 25   | 36   | 31   | 42   | 68   | 77   | 83   | 57   | 31   | 17   | 26   | 49   | 29   | 47   | 61   | 51   | 69   | 62   | 64   | 62   | 65   | 65   | 54   | 55   |

## Statistieken
- Bijgewerkt tot en met de EK-kwalificatiewedstrijd tegen  Kazachstan (2-1) op 20 november 2023.

### Van jaar tot jaar
| Jaar | Wedstrijden | Wedstrijden | Wedstrijden | Wedstrijden | Doelpunten | Doelpunten | Doelpunten |
| Jaar | Duels       | Winst       | Gelijk      | Verlies     | Voor       | Tegen      | Saldo      |
| ---- | ----------- | ----------- | ----------- | ----------- | ---------- | ---------- | ---------- |
| 1992 | 2           | 0           | 2           | 0           | 2          | 2          | 0          |
| 1993 | 2           | 1           | 0           | 1           | 3          | 4          | –1         |
| 1994 | 10          | 4           | 4           | 2           | 10         | 7          | +3         |
| 1995 | 8           | 4           | 0           | 4           | 13         | 11         | +2         |
| 1996 | 8           | 1           | 3           | 4           | 11         | 12         | –1         |
| 1997 | 6           | 1           | 1           | 4           | 6          | 14         | –8         |
| 1998 | 9           | 2           | 2           | 5           | 10         | 15         | –5         |
| 1999 | 12          | 6           | 3           | 3           | 19         | 15         | +4         |
| 2000 | 11          | 4           | 5           | 2           | 20         | 14         | +6         |
| 2001 | 12          | 5           | 5           | 2           | 16         | 13         | +3         |
| 2002 | 11          | 4           | 2           | 5           | 10         | 17         | –7         |
| 2003 | 10          | 4           | 3           | 3           | 16         | 15         | +1         |
| 2004 | 9           | 2           | 3           | 4           | 6          | 9          | –3         |
| 2005 | 9           | 1           | 3           | 5           | 6          | 14         | –8         |
| 2006 | 8           | 3           | 1           | 4           | 9          | 14         | –5         |
| 2007 | 11          | 3           | 3           | 5           | 7          | 10         | –3         |
| 2008 | 9           | 3           | 1           | 5           | 12         | 13         | –1         |
| 2009 | 10          | 5           | 1           | 4           | 16         | 7          | +9         |
| 2010 | 11          | 6           | 2           | 3           | 20         | 10         | +10        |
| 2011 | 9           | 3           | 2           | 4           | 8          | 8          | 0          |
| 2012 | 8           | 2           | 2           | 4           | 11         | 14         | –3         |
| 2013 | 10          | 6           | 0           | 4           | 14         | 10         | +4         |
| 2014 | 8           | 2           | 0           | 6           | 4          | 11         | –7         |
| 2015 | 9           | 3           | 2           | 4           | 15         | 11         | +4         |
| 2016 | 9           | 3           | 4           | 2           | 6          | 5          | +1         |
| 2017 | 6           | 2           | 1           | 3           | 8          | 5          | +3         |
| 2018 | 9           | 1           | 3           | 5           | 7          | 13         | –6         |
| 2019 | 10          | 4           | 2           | 4           | 16         | 9          | +7         |
| 2020 | 8           | 5           | 3           | 0           | 12         | 1          | +11        |
| 2021 | 12          | 5           | 3           | 4           | 20         | 13         | +7         |
| 2022 | 10          | 3           | 5           | 2           | 10         | 12         | -2         |
| 2023 | 10          | 7           | 1           | 2           | 12         | 7          | +5         |

### Tegenstanders
| Tegenstander                 | Wed. | W | G | V | DV | DT | DS   | OM      |
| ---------------------------- | ---- | - | - | - | -- | -- | ---- | ------- |
| Albanië                      | 7    | 4 | 2 | 1 | 6  | 2  | + 4  | details |
| Algerije                     | 2    | 1 | 0 | 1 | 1  | 2  | – 1  | details |
| Argentinië                   | 1    | 0 | 0 | 1 | 0  | 2  | – 2  | details |
| Australië                    | 1    | 1 | 0 | 0 | 2  | 0  | + 2  | details |
| België                       | 2    | 0 | 1 | 1 | 0  | 2  | – 2  | details |
| Bosnië en Herzegovina        | 4    | 0 | 0 | 4 | 4  | 10 | – 6  | details |
| Bulgarije                    | 2    | 0 | 0 | 2 | 0  | 5  | – 5  | details |
| Canada                       | 1    | 1 | 0 | 0 | 1  | 0  | +1   | details |
| China                        | 1    | 0 | 1 | 0 | 0  | 0  | 0    | details |
| Colombia                     | 1    | 0 | 0 | 1 | 0  | 1  | – 1  | details |
| Cyprus                       | 8    | 5 | 2 | 1 | 15 | 6  | + 9  | details |
| Denemarken                   | 6    | 0 | 1 | 5 | 3  | 14 | – 11 | details |
| Duitsland                    | 1    | 0 | 0 | 1 | 0  | 1  | – 1  | details |
| Engeland                     | 6    | 0 | 1 | 5 | 4  | 10 | – 6  | details |
| Estland                      | 9    | 6 | 1 | 2 | 13 | 5  | + 8  | details |
| Faeröer                      | 4    | 3 | 1 | 0 | 12 | 3  | + 9  | details |
| Finland                      | 4    | 1 | 1 | 2 | 4  | 5  | – 1  | details |
| Frankrijk                    | 3    | 0 | 0 | 3 | 2  | 10 | – 8  | details |
| Georgië                      | 4    | 2 | 1 | 1 | 5  | 4  | + 1  | details |
| Ghana                        | 1    | 1 | 0 | 0 | 2  | 0  | + 2  | details |
| Griekenland                  | 5    | 0 | 2 | 3 | 3  | 11 | – 8  | details |
| Honduras                     | 1    | 0 | 0 | 1 | 1  | 5  | – 4  | details |
| Hongarije                    | 4    | 3 | 0 | 1 | 5  | 3  | + 2  | details |
| IJsland                      | 4    | 3 | 0 | 1 | 15 | 7  | + 8  | details |
| Israël                       | 3    | 1 | 2 | 0 | 4  | 2  | + 2  | details |
| Italië                       | 7    | 2 | 1 | 4 | 3  | 5  | – 2  | details |
| Ivoorkust                    | 1    | 0 | 0 | 1 | 0  | 3  | – 2  | details |
| Joegoslavië                  | 3    | 0 | 3 | 0 | 5  | 5  | 0    | details |
| Kazachstan                   | 2    | 2 | 0 | 0 | 4  | 2  | + 2  | details |
| Kroatië                      | 9    | 0 | 3 | 6 | 8  | 16 | – 8  | details |
| Letland                      | 3    | 2 | 0 | 1 | 3  | 2  | + 1  | details |
| Litouwen                     | 6    | 2 | 2 | 2 | 11 | 7  | + 4  | details |
| Luxemburg                    | 4    | 4 | 0 | 0 | 9  | 1  | + 8  | details |
| Malta                        | 6    | 5 | 1 | 0 | 10 | 1  | + 9  | details |
| Mexico                       | 1    | 1 | 0 | 0 | 2  | 1  | + 1  | details |
| Moldavië                     | 2    | 2 | 0 | 0 | 5  | 1  | + 4  | details |
| Montenegro                   | 3    | 2 | 1 | 0 | 4  | 1  | + 3  | details |
| Nederland                    | 2    | 0 | 0 | 2 | 0  | 3  | – 3  | details |
| Nieuw-Zeeland                | 1    | 1 | 0 | 0 | 3  | 1  | + 2  | details |
| Noord-Ierland                | 7    | 3 | 1 | 3 | 7  | 5  | + 2  | details |
| Noord-Macedonië              | 4    | 1 | 0 | 3 | 4  | 9  | – 5  | details |
| Noorwegen                    | 9    | 2 | 2 | 5 | 8  | 14 | – 6  | details |
| Oekraïne                     | 6    | 2 | 3 | 1 | 7  | 7  | 0    | details |
| Oman                         | 2    | 2 | 0 | 0 | 11 | 0  | + 11 | details |
| Oostenrijk                   | 2    | 1 | 0 | 1 | 2  | 3  | – 1  | details |
| Paraguay                     | 1    | 0 | 0 | 1 | 1  | 3  | – 2  | details |
| Polen                        | 6    | 1 | 3 | 2 | 5  | 6  | – 1  | details |
| Qatar                        | 2    | 1 | 0 | 1 | 4  | 2  | + 2  | details |
| Roemenië                     | 9    | 3 | 3 | 3 | 12 | 14 | – 2  | details |
| Rusland                      | 5    | 2 | 1 | 2 | 6  | 7  | – 1  | details |
| Saoedi-Arabië                | 1    | 1 | 0 | 0 | 2  | 0  | + 2  | details |
| San Marino                   | 6    | 6 | 0 | 0 | 22 | 0  | + 22 | details |
| Schotland                    | 5    | 0 | 3 | 2 | 3  | 7  | – 4  | details |
| Servië                       | 5    | 1 | 3 | 1 | 6  | 8  | - 2  | details |
| Slowakije                    | 7    | 3 | 2 | 3 | 6  | 5  | + 1  | details |
| Spanje                       | 2    | 0 | 0 | 2 | 2  | 5  | – 3  | details |
| Trinidad en T.               | 1    | 1 | 0 | 0 | 3  | 1  | + 2  | details |
| Tsjechië                     | 5    | 1 | 1 | 3 | 2  | 7  | – 5  | details |
| Tunesië                      | 2    | 1 | 1 | 0 | 3  | 2  | + 1  | details |
| Turkije                      | 2    | 1 | 0 | 1 | 2  | 1  | + 1  | details |
| Uruguay                      | 2    | 0 | 0 | 2 | 0  | 4  | – 4  | details |
| Verenigde Arabische Emiraten | 2    | 0 | 2 | 0 | 3  | 3  | 0    | details |
| Verenigde Staten             | 2    | 0 | 1 | 1 | 4  | 5  | – 1  | details |
| Wales                        | 1    | 0 | 1 | 0 | 0  | 0  | 0    | details |
| Wit-Rusland                  | 5    | 1 | 2 | 2 | 5  | 8  | – 3  | details |
| Zuid-Afrika                  | 1    | 0 | 0 | 1 | 0  | 1  | – 1  | details |
| Zweden                       | 4    | 0 | 2 | 2 | 1  | 4  | – 3  | details |
| Zwitserland                  | 9    | 2 | 1 | 6 | 8  | 17 | – 9  | details |

## Huidige selectie
De volgende spelers werden opgenomen in de voorselectie voor het EK 2024.
Interlands en doelpunten bijgewerkt tot en met de wedstrijd tegen  Portugal op 24 maart 2024.
| №           | Naam                 | Wed. | Dlpnt. | Club               |
| ----------- | -------------------- | ---- | ------ | ------------------ |
| Doel        |                      |      |        |                    |
|             | Jan Oblak            | 64   | 0      | Atlético Madrid    |
|             | Vid Belec            | 20   | 0      | APOEL Nicosia      |
|             | Igor Vekić           | 1    | 0      | Vejle BK           |
|             | Matevž Vidovšek      | 1    | 0      | Olimpija Ljubljana |
| Verdediging |                      |      |        |                    |
|             | Jaka Bijol           | 52   | 2      | Sampdoria          |
|             | Petar Stojanović     | 47   | 1      | Udinese            |
|             | Miha Blažič          | 32   | 0      | Lech Poznań        |
|             | Jure Balkovec        | 32   | 0      | Alanyaspor         |
|             | Žan Karničnik        | 26   | 1      | NK Celje           |
|             | David Brekalo        | 12   | 1      | Orlando City       |
|             | Erik Janža           | 8    | 2      | Górnik Zabrze      |
|             | Vanja Drkušić        | 6    | 0      | PFK Sotsji         |
|             | Žan Zaletel          | 1    | 0      | Viborg FF          |
| Middenveld  |                      |      |        |                    |
|             | Jasmin Kurtić        | 90   | 2      | FC Südtirol        |
|             | Benjamin Verbič      | 58   | 6      | Panathinaikos      |
|             | Miha Zajc            | 39   | 8      | Fenerbahçe         |
|             | Sandi Lovrić         | 33   | 4      | Udinese            |
|             | Adam Gnezda Čerin    | 29   | 4      | Panathinaikos      |
|             | Jon Gorenc Stanković | 22   | 1      | Sturm Graz         |
|             | Timi Max Elšnik      | 13   | 1      | Olimpija Ljubljana |
|             | Tomi Horvat          | 5    | 0      | Sturm Graz         |
|             | Adrian Zeljković     | 1    | 0      | Spartak Trnava     |
|             | Nino Žugelj          | 0    | 0      | FK Bodø/Glimt      |
| Aanval      |                      |      |        |                    |
|             | Josip Iličić         | 79   | 16     | NK Maribor         |
|             | Andraž Šporar        | 51   | 11     | Panathinaikos      |
|             | Benjamin Šeško       | 28   | 11     | RB Leipzig         |
|             | Luka Zahovič         | 15   | 0      | Pogoń Szczecin     |
|             | Jan Mlakar           | 15   | 2      | Pisa               |
|             | Žan Celar            | 9    | 0      | FC Lugano          |
|             | Žan Vipotnik         | 8    | 2      | Girondins Bordeaux |

## Selecties

### Wereldkampioenschap
| Selectie van Slovenië bij het Wereldkampioenschap 2002 | Selectie van Slovenië bij het Wereldkampioenschap 2002 | Selectie van Slovenië bij het Wereldkampioenschap 2002 | Selectie van Slovenië bij het Wereldkampioenschap 2002 | Selectie van Slovenië bij het Wereldkampioenschap 2002 | Selectie van Slovenië bij het Wereldkampioenschap 2002 | Selectie van Slovenië bij het Wereldkampioenschap 2002 | Selectie van Slovenië bij het Wereldkampioenschap 2002 | Selectie van Slovenië bij het Wereldkampioenschap 2002 |
| №                                                      | Naam                                                   | Wed.                                                   | Dlpnt.                                                 | Club                                                   |                                                        |                                                        |                                                        |                                                        |
| ------------------------------------------------------ | ------------------------------------------------------ | ------------------------------------------------------ | ------------------------------------------------------ | ------------------------------------------------------ | ------------------------------------------------------ | ------------------------------------------------------ | ------------------------------------------------------ | ------------------------------------------------------ |
| Doel                                                   |                                                        |                                                        |                                                        |                                                        |                                                        |                                                        |                                                        |                                                        |
| 1                                                      | Marko Simeunovič                                       |                                                        |                                                        | NK Maribor                                             |                                                        |                                                        |                                                        |                                                        |
| 12                                                     | Mladen Dabanovič                                       |                                                        |                                                        | Sporting Lokeren                                       |                                                        |                                                        |                                                        |                                                        |
| 22                                                     | Dejan Nemec                                            |                                                        |                                                        | Club Brugge KV                                         |                                                        |                                                        |                                                        |                                                        |
| Verdediging                                            |                                                        |                                                        |                                                        |                                                        |                                                        |                                                        |                                                        |                                                        |
| 2                                                      | Goran Sankovič                                         |                                                        |                                                        | Slavia Praag                                           |                                                        |                                                        |                                                        |                                                        |
| 3                                                      | Željko Milinovič                                       |                                                        |                                                        | JEF United                                             |                                                        |                                                        |                                                        |                                                        |
| 4                                                      | Muamer Vugdalič                                        |                                                        |                                                        | NK Maribor                                             |                                                        |                                                        |                                                        |                                                        |
| 5                                                      | Marinko Galić                                          |                                                        |                                                        | Sport Line Koper                                       |                                                        |                                                        |                                                        |                                                        |
| 6                                                      | Aleksander Knavs                                       |                                                        |                                                        | 1. FC Kaiserslautern                                   |                                                        |                                                        |                                                        |                                                        |
| 23                                                     | Spasoje Bulajič                                        |                                                        |                                                        | 1. FC Köln                                             |                                                        |                                                        |                                                        |                                                        |
| Middenveld                                             |                                                        |                                                        |                                                        |                                                        |                                                        |                                                        |                                                        |                                                        |
| 7                                                      | Džoni Novak                                            |                                                        |                                                        | SpVgg Unterhaching                                     |                                                        |                                                        |                                                        |                                                        |
| 8                                                      | Aleš Čeh                                               |                                                        |                                                        | Grazer AK                                              |                                                        |                                                        |                                                        |                                                        |
| 11                                                     | Miran Pavlin                                           |                                                        |                                                        | FC Porto                                               |                                                        |                                                        |                                                        |                                                        |
| 14                                                     | Sasa Gajser                                            |                                                        |                                                        | AA Gent                                                |                                                        |                                                        |                                                        |                                                        |
| 15                                                     | Rajko Tavcar                                           |                                                        |                                                        | 1. FC Nürnberg                                         |                                                        |                                                        |                                                        |                                                        |
| 17                                                     | Zoran Pavlovič                                         |                                                        |                                                        | Austria Wien                                           |                                                        |                                                        |                                                        |                                                        |
| 19                                                     | Amir Karič                                             |                                                        |                                                        | Ipswich Town                                           |                                                        |                                                        |                                                        |                                                        |
| 20                                                     | Nastja Čeh                                             |                                                        |                                                        | Club Brugge KV                                         |                                                        |                                                        |                                                        |                                                        |
| Aanval                                                 |                                                        |                                                        |                                                        |                                                        |                                                        |                                                        |                                                        |                                                        |
| 9                                                      | Milan Osterc                                           |                                                        |                                                        | Hapoel Tel Aviv                                        |                                                        |                                                        |                                                        |                                                        |
| 10                                                     | Zlatko Zahovič                                         |                                                        |                                                        | SL Benfica                                             |                                                        |                                                        |                                                        |                                                        |
| 13                                                     | Mladen Rudonja                                         |                                                        |                                                        | Portsmouth                                             |                                                        |                                                        |                                                        |                                                        |
| 16                                                     | Senad Tiganj                                           |                                                        |                                                        | Olimpija Ljubljana                                     |                                                        |                                                        |                                                        |                                                        |
| 18                                                     | Milenko Ačimovič                                       |                                                        |                                                        | Rode Ster Belgrado                                     |                                                        |                                                        |                                                        |                                                        |
| 21                                                     | Sebastjan Cimirotič                                    |                                                        |                                                        | US Lecce                                               |                                                        |                                                        |                                                        |                                                        |
| Bondscoach: Srečko Katanec                             |                                                        |                                                        |                                                        |                                                        |                                                        |                                                        |                                                        |                                                        |

| Selectie van Slovenië bij het Wereldkampioenschap 2010 | Selectie van Slovenië bij het Wereldkampioenschap 2010 | Selectie van Slovenië bij het Wereldkampioenschap 2010 | Selectie van Slovenië bij het Wereldkampioenschap 2010 | Selectie van Slovenië bij het Wereldkampioenschap 2010 | Selectie van Slovenië bij het Wereldkampioenschap 2010 | Selectie van Slovenië bij het Wereldkampioenschap 2010 | Selectie van Slovenië bij het Wereldkampioenschap 2010 | Selectie van Slovenië bij het Wereldkampioenschap 2010 |
| №                                                      | Naam                                                   | Wed.                                                   | Dlpnt.                                                 | Club                                                   |                                                        |                                                        |                                                        |                                                        |
| ------------------------------------------------------ | ------------------------------------------------------ | ------------------------------------------------------ | ------------------------------------------------------ | ------------------------------------------------------ | ------------------------------------------------------ | ------------------------------------------------------ | ------------------------------------------------------ | ------------------------------------------------------ |
| Doel                                                   |                                                        |                                                        |                                                        |                                                        |                                                        |                                                        |                                                        |                                                        |
| 1                                                      | Samir Handanovič                                       |                                                        |                                                        | Udinese                                                |                                                        |                                                        |                                                        |                                                        |
| 12                                                     | Jasmin Handanovič                                      |                                                        |                                                        | AC Mantova                                             |                                                        |                                                        |                                                        |                                                        |
| 16                                                     | Aleksander Šeliga                                      |                                                        |                                                        | Sparta Rotterdam                                       |                                                        |                                                        |                                                        |                                                        |
| Verdediging                                            |                                                        |                                                        |                                                        |                                                        |                                                        |                                                        |                                                        |                                                        |
| 2                                                      | Mišo Brečko                                            |                                                        |                                                        | 1. FC Köln                                             |                                                        |                                                        |                                                        |                                                        |
| 3                                                      | Elvedin Džinič                                         |                                                        |                                                        | NK Maribor                                             |                                                        |                                                        |                                                        |                                                        |
| 4                                                      | Marko Šuler                                            |                                                        |                                                        | KAA Gent                                               |                                                        |                                                        |                                                        |                                                        |
| 5                                                      | Boštjan Cesar                                          |                                                        |                                                        | Grenoble Foot 38                                       |                                                        |                                                        |                                                        |                                                        |
| 6                                                      | Branko Ilič                                            |                                                        |                                                        | Lokomotiv Moskou                                       |                                                        |                                                        |                                                        |                                                        |
| 19                                                     | Suad Filekovic                                         |                                                        |                                                        | NK Maribor                                             |                                                        |                                                        |                                                        |                                                        |
| 22                                                     | Matej Mavrič                                           |                                                        |                                                        | TuS Koblenz                                            |                                                        |                                                        |                                                        |                                                        |
| Middenveld                                             |                                                        |                                                        |                                                        |                                                        |                                                        |                                                        |                                                        |                                                        |
| 7                                                      | Nejc Pečnik                                            |                                                        |                                                        | CD Nacional                                            |                                                        |                                                        |                                                        |                                                        |
| 8                                                      | Robert Koren                                           |                                                        |                                                        | West Bromwich Albion                                   |                                                        |                                                        |                                                        |                                                        |
| 13                                                     | Bojan Jokić                                            |                                                        |                                                        | Chievo Verona                                          |                                                        |                                                        |                                                        |                                                        |
| 15                                                     | Rene Krhin                                             |                                                        |                                                        | Internazionale                                         |                                                        |                                                        |                                                        |                                                        |
| 17                                                     | Andraž Kirm                                            |                                                        |                                                        | Wisła Kraków                                           |                                                        |                                                        |                                                        |                                                        |
| 18                                                     | Aleksander Radosavljevič                               |                                                        |                                                        | AE Larissa                                             |                                                        |                                                        |                                                        |                                                        |
| 20                                                     | Andrej Komac                                           |                                                        |                                                        | Maccabi Tel Aviv                                       |                                                        |                                                        |                                                        |                                                        |
| 21                                                     | Dalibor Stevanović                                     |                                                        |                                                        | Vitesse                                                |                                                        |                                                        |                                                        |                                                        |
| Aanval                                                 |                                                        |                                                        |                                                        |                                                        |                                                        |                                                        |                                                        |                                                        |
| 9                                                      | Zlatan Ljubijankić                                     |                                                        |                                                        | KAA Gent                                               |                                                        |                                                        |                                                        |                                                        |
| 10                                                     | Valter Birsa                                           |                                                        |                                                        | AJ Auxerre                                             |                                                        |                                                        |                                                        |                                                        |
| 11                                                     | Milivoje Novakovič                                     |                                                        |                                                        | 1. FC Köln                                             |                                                        |                                                        |                                                        |                                                        |
| 14                                                     | Zlatko Dedič                                           |                                                        |                                                        | VfL Bochum                                             |                                                        |                                                        |                                                        |                                                        |
| 23                                                     | Tim Matavž                                             |                                                        |                                                        | FC Groningen                                           |                                                        |                                                        |                                                        |                                                        |
| Bondscoach: Matjaž Kek                                 |                                                        |                                                        |                                                        |                                                        |                                                        |                                                        |                                                        |                                                        |

### Europees kampioenschap
| Selectie van Slovenië bij het Europees kampioenschap 2000 | Selectie van Slovenië bij het Europees kampioenschap 2000 | Selectie van Slovenië bij het Europees kampioenschap 2000 | Selectie van Slovenië bij het Europees kampioenschap 2000 | Selectie van Slovenië bij het Europees kampioenschap 2000 | Selectie van Slovenië bij het Europees kampioenschap 2000 | Selectie van Slovenië bij het Europees kampioenschap 2000 | Selectie van Slovenië bij het Europees kampioenschap 2000 | Selectie van Slovenië bij het Europees kampioenschap 2000 |
| №                                                         | Naam                                                      | Wed.                                                      | Dlpnt.                                                    | Club                                                      |                                                           |                                                           |                                                           |                                                           |
| --------------------------------------------------------- | --------------------------------------------------------- | --------------------------------------------------------- | --------------------------------------------------------- | --------------------------------------------------------- | --------------------------------------------------------- | --------------------------------------------------------- | --------------------------------------------------------- | --------------------------------------------------------- |
| Doel                                                      |                                                           |                                                           |                                                           |                                                           |                                                           |                                                           |                                                           |                                                           |
| 1                                                         | Marko Simeunovič                                          | 25                                                        | 0                                                         | Maribor Teatanic                                          |                                                           |                                                           |                                                           |                                                           |
| 12                                                        | Mladen Dabanovič                                          | 11                                                        | 0                                                         | Sporting Lokeren                                          |                                                           |                                                           |                                                           |                                                           |
| 22                                                        | Dejan Nemec                                               | 0                                                         | 0                                                         | NK Mura Murska Sobota                                     |                                                           |                                                           |                                                           |                                                           |
| Verdediging                                               |                                                           |                                                           |                                                           |                                                           |                                                           |                                                           |                                                           |                                                           |
| 2                                                         | Spasoje Bulajič                                           | 8                                                         | 1                                                         | 1. FC Köln                                                |                                                           |                                                           |                                                           |                                                           |
| 3                                                         | Željko Milinovič                                          | 16                                                        | 1                                                         | LASK Linz                                                 |                                                           |                                                           |                                                           |                                                           |
| 4                                                         | Darko Milanič                                             | 40                                                        | 0                                                         | Sturm Graz                                                |                                                           |                                                           |                                                           |                                                           |
| 5                                                         | Marinko Galić                                             | 50                                                        | 0                                                         | Maribor Teatanic                                          |                                                           |                                                           |                                                           |                                                           |
| 6                                                         | Aleksander Knavs                                          | 21                                                        | 1                                                         | FC Tirol Innsbruck                                        |                                                           |                                                           |                                                           |                                                           |
| Middenveld                                                |                                                           |                                                           |                                                           |                                                           |                                                           |                                                           |                                                           |                                                           |
| 7                                                         | Džoni Novak                                               | 48                                                        | 3                                                         | CS Sedan                                                  |                                                           |                                                           |                                                           |                                                           |
| 8                                                         | Aleš Čeh                                                  | 51                                                        | 1                                                         | Grazer AK                                                 |                                                           |                                                           |                                                           |                                                           |
| 11                                                        | Miran Pavlin                                              | 24                                                        | 2                                                         | Karlsruher SC                                             |                                                           |                                                           |                                                           |                                                           |
| 14                                                        | Sasa Gajser                                               | 5                                                         | 1                                                         | AA Gent                                                   |                                                           |                                                           |                                                           |                                                           |
| 15                                                        | Rudi Istenic                                              | 15                                                        | 0                                                         | KFC Uerdingen 05                                          |                                                           |                                                           |                                                           |                                                           |
| 16                                                        | Anton Žlogar                                              | 1                                                         | 0                                                         | ND Gorica                                                 |                                                           |                                                           |                                                           |                                                           |
| 19                                                        | Amir Karič                                                | 24                                                        | 1                                                         | Maribor Teatanic                                          |                                                           |                                                           |                                                           |                                                           |
| 21                                                        | Zoran Pavlovič                                            | 4                                                         | 0                                                         | Croatia Zagreb                                            |                                                           |                                                           |                                                           |                                                           |
| Aanval                                                    |                                                           |                                                           |                                                           |                                                           |                                                           |                                                           |                                                           |                                                           |
| 9                                                         | Sašo Udovič                                               | 37                                                        | 15                                                        | LASK Linz                                                 |                                                           |                                                           |                                                           |                                                           |
| 10                                                        | Zlatko Zahovič                                            | 46                                                        | 22                                                        | Olympiakos Piraeus                                        |                                                           |                                                           |                                                           |                                                           |
| 13                                                        | Mladen Rudonja                                            | 36                                                        | 0                                                         | Sint-Truidense VV                                         |                                                           |                                                           |                                                           |                                                           |
| 17                                                        | Ermin Siljak                                              | 18                                                        | 4                                                         | Servette Genève                                           |                                                           |                                                           |                                                           |                                                           |
| 18                                                        | Milenko Ačimovič                                          | 20                                                        | 5                                                         | Rode Ster Belgrado                                        |                                                           |                                                           |                                                           |                                                           |
| 20                                                        | Milan Osterc                                              | 20                                                        | 5                                                         | Olimpija Ljubljana                                        |                                                           |                                                           |                                                           |                                                           |
| Bondscoach: Srečko Katanec                                |                                                           |                                                           |                                                           |                                                           |                                                           |                                                           |                                                           |                                                           |